# 枪盾猛蚁属
枪盾猛蚁属（学名：Paltothyreus，英文名：African stink ant）是猛蚁亚科之下的一个单型属 。  而齿跗枪盾猛蚁（Paltothyreus tarsatus）是该属唯一描述的物种，广泛分布于撒哈拉以南非洲。工蚁体型为 17-20mm，蚁后与工蚁相似，但体型较大，为 23mm，且具有翅膀，胸部比工蚁更发达。 

## 栖息地
该物种建造的巢穴很浅，可以覆盖很大的活动范围。巢穴的大部分都是浅蚁道，外出觅食的工蚁可以利用这个蚁道通行并保证不被其他捕食者捕食，而且可以完全离开巢穴中心。 一个蚁巢可容纳多达 5000只工蚁，大部分蚂蚁都很难与其匹敌。
虽然它们是强大的捕食者，甚至能以甲虫为食，但Phrynomantis microps蛙类有时会出现在齿跗枪盾猛蚁的蚁巢内，它们把蚁巢当作自己的家。并且能够分泌一种能抑制蚂蚁攻击性的皮肤分泌物，使自己能与齿跗枪盾猛蚁共存。 

## 扩展阅读
- 匿猛蚁属（Buniapone），枪盾猛蚁属（Paltothyreus）的姊妹属